# 11 septembrie 1683
11 septembrie 1683 este un film istoric realizat în anul 2012 în regia lui Renzo Martinelli, după un scenariu scris de profesorul Valerio Massimo Manfredi.
Filmul prezintă Al doilea Asediu al Vienei, cu referire la ziua de 11 septembrie 1683, când coaliția Ligii Sfinte a respins tentativa armatei otomane de a cuceri Viena. Filmul are în vedere în mod special rolul călugărului Marco d'Aviano. 